# بوئینگ ئی-۴
بوئینگ ئی-۴ (به انگلیسی: Boeing E-4) یک هواپیمای ساختِ بوئینگ در کشور ایالات متحده آمریکا است. نخستین استفاده‌کنندهٔ این هواپیما نیروی هوایی ایالات متحده آمریکا بوده‌است.